# Steinhaus (Petersberg)
Steinhaus ist ein Ortsteil der Gemeinde Petersberg im osthessischen Landkreis Fulda am Rand der Rhön.

## Geschichte

### Ortsgeschichte
Das Wort von Dragebodo von Steinhaus („Steinhaus“ = Steinernes Haus, Burg) gilt bis heute als Beweis für die erste urkundliche Erwähnung von Steinhaus im Jahre 1187 als Dorf des fuldischen Amtes Bieberstein war. Früher lag im nördlichen Ortsbereich auf einem Sporn eine kleine Burg, die heute völlig verschwunden ist.
Im Jahr 1420 stand ein Gebetsgebäude in Form einer Kapelle im Dorf und ein campanator (Glöckner) wird genannt.
Die Kirchengeschichte zeigt, dass 1594 Steinhaus noch Teil der Pfarrei Margretenhaun mit dem Priester Mario Huder war. Bis heute sind die Huders in beiden Kirchengemeinden stark vertreten. Im Jahr 1885 wurde es unter Bischof Georg von Kopp von Fulda eigenständige Pfarrei.
Der Mittelpunkt dieser ist die Pfarrkirche St. Nikolaus und Valentinus.
Zuvor war es 1761 im Oberamt Bieberstein und später 1802 Sitz einer Schultheißerei des Zentoberamts Fulda.
Hessischen Gebietsreform (1970–1977)
Zum 31. Dezember 1971 verlor Steinhaus im Zuge der Gebietsreform in Hessen seine Eigenständigkeit und wurde ein Ortsteil der Gemeinde Petersberg. Für Steinau wurde ein Ortsbezirk eingerichtet.

### Verwaltungsgeschichte im Überblick
Die folgende Liste zeigt die Staaten und Verwaltungseinheiten, denen Steinhaus angehört(e):
- vor 1803: Heiliges Römisches Reich, Hochstift Fulda, Centoberamt Fulda
- 1803–1806: Heiliges Römisches Reich, Fürstentum Nassau-Oranien-Fulda, Centoberamt Fulda
- 1806–1810: Kaiserreich Frankreich, Fürstentum Fulda (Militärverwaltung)
- 1810–1813: Großherzogtum Frankfurt, Departement Fulda, Distrikt Fulda
- ab 1816: Kurfürstentum Hessen, Großherzogtum Fulda, Landamt Fulda
- ab 1821/22: Kurfürstentum Hessen, Provinz Fulda, Kreis Fulda[7][Anm. 2]
- ab 1848: Kurfürstentum Hessen, Bezirk Fulda
- ab 1851: Kurfürstentum Hessen, Provinz Fulda, Kreis Fulda
- ab 1867: Norddeutscher Bund[Anm. 3], Königreich Preußen,[Anm. 4] Provinz Hessen-Nassau, Regierungsbezirk Kassel, Kreis Fulda
- ab 1871: Deutsches Reich, Königreich Preußen, Provinz Hessen-Nassau, Regierungsbezirk Kassel, Kreis Fulda
- ab 1918: Deutsches Reich, Freistaat Preußen, Provinz Hessen-Nassau, Regierungsbezirk Kassel, Kreis Fulda
- ab 1944: Deutsches Reich, Freistaat Preußen, Provinz Kurhessen, Landkreis Fulda
- ab 1945: Amerikanische Besatzungszone, Groß-Hessen, Regierungsbezirk Kassel, Landkreis Fulda
- ab 1946: Amerikanische Besatzungszone, Land Hessen, Regierungsbezirk Kassel, Landkreis Fulda
- ab 1949: Bundesrepublik Deutschland, Land Hessen, Regierungsbezirk Kassel, Landkreis Fulda
- ab 1972: Bundesrepublik Deutschland, Land Hessen, Regierungsbezirk Kassel, Landkreis Fulda, Gemeinde Petersberg

## Bevölkerung

### Einwohnerstruktur 2011
Nach den Erhebungen des Zensus 2011 lebten am Stichtag dem 9. Mai 2011 in Steinhaus 909 Einwohner. Darunter waren 12 (1,3 %) Ausländer.
Nach dem Lebensalter waren 192 Einwohner unter 18 Jahren, 402 waren zwischen 18 und 49, 168 zwischen 50 und 64 und 174 Einwohner waren älter.
Die Einwohner lebten in 348 Haushalten. Davon waren 66 Singlehaushalte, 96 Paare ohne Kinder und 162 Paare mit Kindern, sowie 12 Alleinerziehende und 6 Wohngemeinschaften. In 66 Haushalten lebten ausschließlich Senioren und in 246 Haushaltungen leben keine Senioren.

### Einwohnerentwicklung
- 1812: 34 Feuerstellen, 266 Seelen[5]

| Steinhaus: Einwohnerzahlen von 1812 bis 2024 | Steinhaus: Einwohnerzahlen von 1812 bis 2024 | Steinhaus: Einwohnerzahlen von 1812 bis 2024 | Steinhaus: Einwohnerzahlen von 1812 bis 2024 | Steinhaus: Einwohnerzahlen von 1812 bis 2024 |
| --- | -------------------------------------------- | -------------------------------------------- | -------------------------------------------- | -------------------------------------------- |
| Jahr |                                              |                                              |                                              | Einwohner                                    |
| 1812 | 1812                                         |                                              | 266                                          | 266                                          |
| 1834 | 1834                                         |                                              | 346                                          | 346                                          |
| 1840 | 1840                                         |                                              | 326                                          | 326                                          |
| 1846 | 1846                                         |                                              | 379                                          | 379                                          |
| 1852 | 1852                                         |                                              | 381                                          | 381                                          |
| 1858 | 1858                                         |                                              | 365                                          | 365                                          |
| 1864 | 1864                                         |                                              | 361                                          | 361                                          |
| 1871 | 1871                                         |                                              | 310                                          | 310                                          |
| 1875 | 1875                                         |                                              | 320                                          | 320                                          |
| 1885 | 1885                                         |                                              | 291                                          | 291                                          |
| 1895 | 1895                                         |                                              | 307                                          | 307                                          |
| 1905 | 1905                                         |                                              | 294                                          | 294                                          |
| 1910 | 1910                                         |                                              | 311                                          | 311                                          |
| 1925 | 1925                                         |                                              | 350                                          | 350                                          |
| 1939 | 1939                                         |                                              | 406                                          | 406                                          |
| 1946 | 1946                                         |                                              | 527                                          | 527                                          |
| 1950 | 1950                                         |                                              | 536                                          | 536                                          |
| 1956 | 1956                                         |                                              | 508                                          | 508                                          |
| 1961 | 1961                                         |                                              | 539                                          | 539                                          |
| 1967 | 1967                                         |                                              | 650                                          | 650                                          |
| 1970 | 1970                                         |                                              | 656                                          | 656                                          |
| 1980 | 1980                                         |                                              | ?                                            | ?                                            |
| 1990 | 1990                                         |                                              | ?                                            | ?                                            |
| 2000 | 2000                                         |                                              | ?                                            | ?                                            |
| 2011 | 2011                                         |                                              | 909                                          | 909                                          |
| 2019 | 2019                                         |                                              | 916                                          | 916                                          |
| 2024 | 2024                                         |                                              | 925                                          | 925                                          |
| Datenquelle: Historisches Gemeindeverzeichnis für Hessen: Die Bevölkerung der Gemeinden 1834 bis 1967. Wiesbaden: Hessisches Statistisches Landesamt, 1968. Weitere Quellen: LAGIS; Gemeinde Petersberg; Zensus 2011 |                                              |                                              |                                              |                                              |

### Historische Religionszugehörigkeit
| Quelle: Historisches Ortslexikon |                                                                   |
| • 1885:                          | 290 katholische (= 99,66 %) Einwohner                             |
| • 1961:                          | 17 evangelische (= 3,15 %), 515 katholische (= 95,55 %) Einwohner |

## Politik
Für Steinhaus besteht ein Ortsbezirk (Gebiete der ehemaligen Gemeinde Steinhaus) mit Ortsbeirat und Ortsvorsteher nach der Hessischen Gemeindeordnung.
Der Ortsbeirat besteht aus sieben Mitgliedern. Bei den Kommunalwahlen in Hessen 2021 betrug die Wahlbeteiligung zum Ortsbeirat 66,23 %. Dabei wurden gewählt: sechs Mitglieder der CDU und ein Mitglied der „Bürgerliste Petersberg“. Der Ortsbeirat wählte Wolfgang Dechant (CDU) zum Ortsvorsteher.

## Sehenswürdigkeiten und Kultur

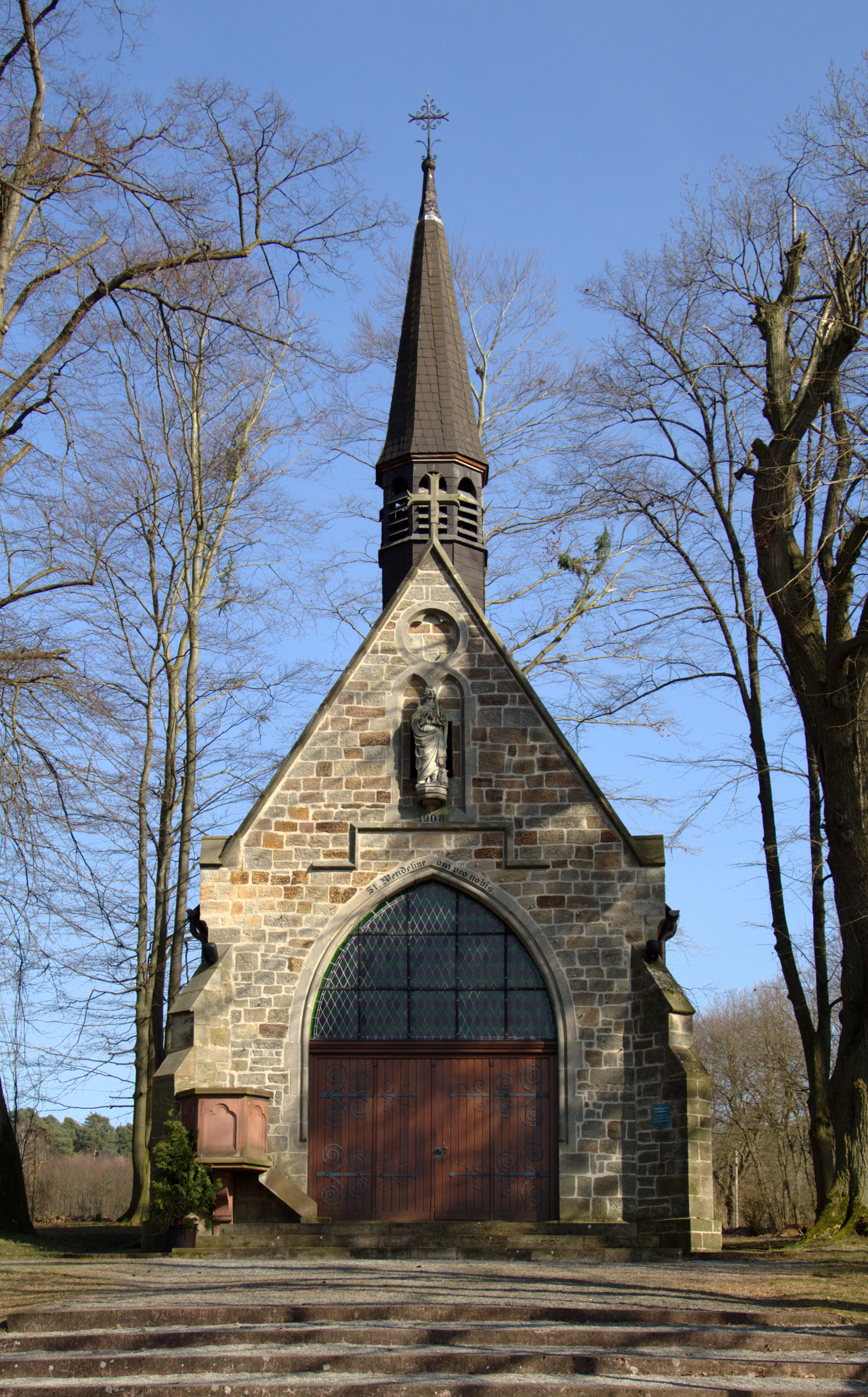
Die Wendelinuskapelle

### Katholische Pfarrkirche
Im Jahre 1891–1892 wurde im Dorf die heutige Kirche St. Nikolaus und Valentin in neugotischen Stil errichtet. Architekt des Gebäudes war Georg Kegel aus Kassel. Im Besitz der Kirche sind neben mehreren Holzreliefs des Kreuzwegs von Christi, Grabplatten und einer Weihnachtskrippe noch zwei Holzkruzifixe. Eines davon stammt noch aus dem Jahre 1712 und zeigt eine Holzfigur von St. Antonius von Padua. Ein schlichter Taufstein von 1569 gehört ebenfalls zum Eigentum der Kirche.

### Wallfahrtskapelle St. Wendelinus
Schon 1712 fand man an der Stelle, wo nun die Wallfahrtskapelle steht, ein Holzkreuz. Dort wurde bereits zu dieser Zeit und auch noch heute bei der traditionellen Eichsfelder Walldürn-Wallfahrt gehalten und pausiert.
Die Kapelle ist östlich des Dorfes auf dem Werthesberg zu finden. 1761 wurde der Grundstein für das Bethaus gelegt, welches 1881 noch erweitert wurde. Das Gebäude bekam 1908 seinen kirchlichen Segen. Der Architekt Hermann Mahr aus Fulda entwarf den neugotischen Bau, um den sich sieben zusätzliche Häuschen in einem Halbkreis hinter der Kapelle scharen. Die sogenannten Heiligenhäuser sind alle mit Eisenblechtüren verschlossen. Hinter diesen verbergen sich die sieben Schmerzen der Mariä. Vor der Kapelle stößt man auf zwei größere Heiligenhäuser. Diese zeigen zum einen eine Herz-Jesu-Figur und ein Relief eines Kriegers – ein Gefallenendenkmal.

### Besondere Feiertage des Ortes
- Nikolaus (6.12., Titularfest)
- Valentinus (14.2., Titularfest)
- Wendelinus (20.10. Titularfest der Kapelle auf dem Werthesberg und Hagelfeiertag (Montag vor Christi Himmelfahrt))

## Infrastruktur
Das Dorf verfügt über:
- einen Kindergarten, den Gemeindekindergarten Burgenland
- eine Kirche, die kath. Pfarrkirche St. Nikolaus und Valentinus
- ein Dorfgemeinschaftshaus, das Dragebodo Haus
- eine Kapelle, die Wallfahrtskapelle St. Wendelinus

## Verkehr
Den öffentlichen Personennahverkehr stellt der RMV mit der Buslinie 6 sicher.
Durch den Ort führt die Landesstraße 3429.

## Persönlichkeiten
- Magnus Hausmann (1823–1876), Gutsbesitzer, Gastwirt und Mitglied der kurhessischen Ständeversammlung